# Philip Fleming
Philip Fleming (ur. 15 sierpnia 1889 w Newport-on-Tay, zm. 13 października 1971 w Woodstock) – brytyjski wioślarz i oficer, złoty medalista olimpijski. 
Kształcił się w Eton College i Magdalen College Uniwersytetu Oksfordzkiego. W 1910 brał udział w The Boat Race, osada oksfordzka odniosła zwycięstwo.
Wystąpił na igrzyskach olimpijskich w Sztokholmie w 1912, gdzie brytyjska osada Leander Club w składzie: Edgar Burgess, Sidney Swann, Leslie Wormald, Ewart Horsfall, James Angus Gillan, Stanley Garton, Alister Kirby, Philip Fleming i Henry Wells zdobyła złoty medal w ósemkach. W finale wyprzedzili rodaków z osady New College o 3,5 sekundy. Był to jego jedyny start olimpijski.
Po wybuchu I wojny światowej służył w pułku Queen’s Own Oxfordshire Hussars w stopniu subalterna.
Jego teściem był Philip Hunloke, natomiast bratankiem był pisarz Ian Fleming.